# Кёстер, Ульрих
Ульрих Кёстер (20 мая 1938) – экономист сельского хозяйства, бывший профессор в Кильском университете имени Кристиана Альбрехта (Германия). Долгое время был советником министерства сельского хозяйства Федеративной Республики Германии, а также различных международных организаций.

## Жизнь и деятельность
Родился в семье крупного землевладельца из Восточной Пруссии. Вырос вместе с пятью братьями и сестрами в регионе Пфальц, куда семья вынуждена была переселиться. В 1959 году он окончил среднюю школу в регионе, где жили его родители. После этого он изучал сельское хозяйство в университетах Хоэнхайм и Гиссен, а также экономические науки в университетах Саарбрюкен и Гёттинген. После окончания докторской диссертации со степенью Dr. rer. Pol. в университете Гёттинген в 1968 году он работал в постдокторантуре экономического факультета университета Калифорнии Беркели в течение года и в 1971 году защитил хабилитацию (апробацию на профессорство) в Университете Гёттинген. После полугодовой работы в техническом университете Берлина, Кёстер получил место профессора экономической политики в университете Гёттинген. С 1978 года Кёстер заведовал кафедрой в институте аграрной экономики университета Киль. После выхода на пенсию в 2003 году Кёстер востребован как приглашенный профессор в различных университетах и странах, а также как автор многих книг в аграрной экономике.
Ульрих Кёстер читал лекции в университетах США, Африки, Восточной Европы и Центральной Азии. Более двадцати лет он является членом министерства сельского хозяйства, лесного хозяйства и продовольствия ФРГ и назначен консультантом правительства ЕС, Мирового Банка, Организации Экономического Развития и Сотрудничества (OECD), а также Продовольственной и Аграрной Организации Объединенных Наций (FAO).

## Почётные звания
- Университет Гиссен в 2003 году присвоил Ульриху Кёстеру звание Почётного доктора.
- Монгольский Государственный Аграрный Университет в Улан-Баторе в 2012 году присвоил Ульриху Кёстеру звание Почётного доктора.
- Университет Хоэнхайм в 2012 г. присвоил Ульриху Кёстеру звание Почётного доктора.

## Некоторые публикации
Научные интересы Кёстера лежат в области аграрной политики, международной аграрной торговли и трансформационной экономики. Ниже приведены некоторые публикации и доклады из деятельности Кёстера:
- Альтернативы аграрной политики. Сельскохозяйственное издательство, Мюнстер-Хильтруп 1976. Совместно с С. Тангерманом.
- Аграрная политика Европейского Сообщества в тупике. Номос, Баден-Баден, 1977.
- Региональная Кооперация, Призванная Улучшить Продовольственную Кооперацию в Южно- и Восточно-Африканских Странах. Отчет IFPRI No. 53, Вашингтон, 1986.
- Дисгармония в Аграрно-политических Мерах ЕС и США. Отчет для Еврокомиссии, Брюссель 1988.
- Европейская Аграрная Политика 21 Века. Европейская Экономика, Отчеты и Исследования No. 4, Люксембург 1994. Совместно с К. Ларсоном и др.
- Основы Сельскохозяйственной Рыночной Экономики. Мюнхен 2010.